# Tanezumab
Il tanezumab è un anticorpo monoclonale murino umanizzato contro il nerve growth factor, sviluppato dalla Pfizer come farmaco analgesico.

### Sulesomab
- (EN) Gopal B. Saha, Fundamentals of Nuclear Pharmacy, Springer, 14 novembre 2010,  pp. 144–, ISBN 978-1-4419-5859-4.
- (EN) Stefan Dübel, Handbook of therapeutic antibodies: Approved therapeutics[collegamento interrotto], Wiley-VCH, 26 marzo 2007,  pp. 1144–, ISBN 978-3-527-31453-9.
- Duccio Volterrani, Giuliano Mariani e Paola Anna Erba, Fondamenti di medicina nucleare: Tecniche e applicazioni, Springer, 2010,  pp. 154–, ISBN 978-88-470-1684-2.
- (EN) Magdy M. Khalil, Basic Sciences of Nuclear Medicine, Springer, maggio 2010,  pp. 50–, ISBN 978-3-540-85961-1.